# Bóbitás muntyákszarvas
A bóbitás muntyákszarvas (Muntiacus atherodes) az emlősök (Mammalia) osztályának párosujjú patások (Artiodactyla) rendjébe, ezen belül a szarvasfélék (Cervidae) családjába és a szarvasformák (Cervinae) alcsaládjába tartozó faj.

## Előfordulása
A bóbitás muntyákszarvas előfordulási területe Borneó szigetén van, azaz Indonézia és Malajzia területén is honos. Az elterjedési területét megossza a nála jóval elterjedtebb indiai muntyákszarvassal (Muntiacus muntjak). Az esőerdők egyik lakója.

## Megjelenése
A bak agancsainak hossza 7 centiméter.

## Rokon fajok
A bóbitás muntyákszarvas legközelebbi rokona az indiai muntyákszarvas. A két állat annyira hasonlít egymásra, hogy a bóbitás muntyákszarvast korában az indiai muntyákszarvas alfajának vélték.

## Természetvédelmi helyzete
A Természetvédelmi Világszövetség (IUCN) korábban a nem fenyegetett fajok közé sorolta a bóbitás muntyákszarvast, azonban újabban átkerült a mérsékelten fenyegetett fajok listájára; mivel az erdőirtások feldarabolják állományait.

### Fordítás
- Ez a szócikk részben vagy egészben  a   Bornean yellow muntjac című angol Wikipédia-szócikk ezen változatának fordításán alapul.  Az eredeti cikk szerkesztőit annak laptörténete sorolja fel. Ez a jelzés csupán a megfogalmazás eredetét és a szerzői jogokat jelzi, nem szolgál a cikkben szereplő információk forrásmegjelöléseként.